# Boarmia viertlii
Boarmia viertlii là một loài bướm đêm trong họ Geometridae.